# كارل شلختر
كارل شلختر (بالألمانية: Carl Schlechter)‏ (2 مارس 1874 - 27 ديسمبر 1918) لاعب ومنظر ومؤلف مسائل شطرنج نمساوي، كان من أقوى اللاعبين النمساويين واشتهر بتعادله مع لاسكر في مقابلة بطولة العالم للشطرنج 1910.
كان شلختر من أقوى اللاعبين في العقد الأول من القرن الـ 20 حيث فاز ببطولة ميونخ 1900 مناصفة مع بيلسبيري وفاز ببطولتي فيينا 1904 و هيوج أوستند 1906 كما تشارك المركز الأول في بطولتي فيينا وبراغ في 1908، مع نتائجه الكبيرة هذه وافق لاسكر على اللعب ضده على لقب العالم على شرط أن يلعبو خمس مباريات في فيينا وخمسة في برلين على 5000 مارك ألماني

## سيرته
ولد شلختر في عائلة كاثوليكية في فيينا وبدأ لعب الشطرنج في سن الـ 13 وكان معلمه الدكتور سامويل غولد، وبسن الـ 16 شارك في العديد من البطولات 

## مقابلة بطولة العالم مع لاسكر
اللعب على بطولة العالم في 2010 ضد لاسكر كان أفضل ما بلغه شلختر في مسيرته، حيث قبل شرط لاسكر المتمثل في أن عليه الفوز بفارق نقطتين ليحصل على اللقب، وتمكن شلختر من إحراج لاسكر وفاز بالمباراة الخامسة، ورغم أنه كان معروفا باللعب على التعادل، لعب في المباراة العاشرة بشكل هجومي جعله يخطئ ويخسر المباراة ويتعادل، عرض لاسكر عليه المواصلة لكن شلختر اعتذر نتيجة لتعبه.

## روابط خارجية
- كارل شلختر على موقع مباريات الشطرنج (الإنجليزية)
- كارل شلختر على موقع 365Chess.com (الإنجليزية)
- كارل شلختر على موقع Chesstempo.com (الإنجليزية)